# Henri Coutant
Pour les articles homonymes, voir Coutant.
Henri Coutant est un homme politique français né le 22 mars 1886 à Ivry-sur-Seine (Val-de-Marne) et décédé le 24 septembre 1971 à Savigny-en-Véron (Indre-et-Loire).

## Biographie
Fonctionnaire au ministère des Finances, il est en poste au Maroc en 1912 et 1913. Il rentre en France pour se présenter aux législatives, pour succéder à son père, Jules Coutant-d'Ivry, décédé. Il est député de la Seine de 1913 à 1924, siégeant au groupe Républicain socialiste. Son fils, Robert Coutant, est député du Nord de 1946 à 1958.

## Sources
- « Henri Coutant », dans le Dictionnaire des parlementaires français (1889-1940), sous la direction de Jean Jolly, PUF, 1960 [détail de l’édition]
- Notices d'autorité :   - VIAF
  - BnF (données)
- Ressource relative à la vie publique :   - Base Sycomore